# Ole Bakken
Ole Bakken, né en 1922 à Harstad en Norvège et décédé en 1992 à Toronto au Canada, est un ancien joueur canadien de basket-ball.